# Affentaler

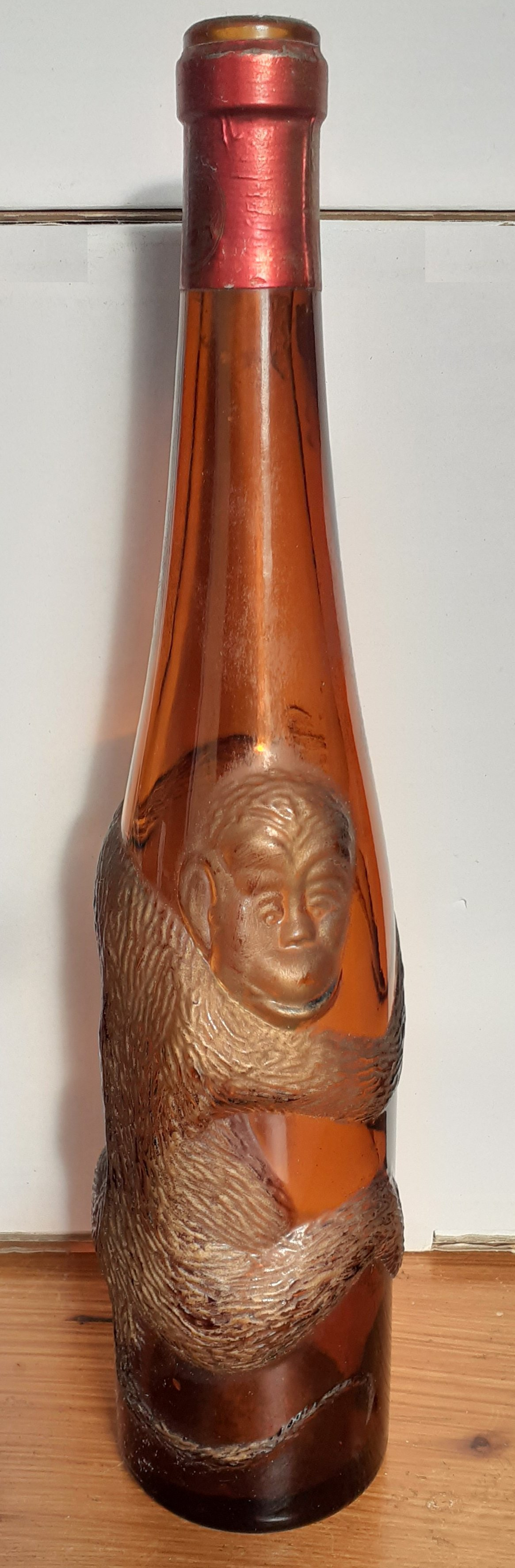
Affenflasche, 1960er-Jahre

Der Affentaler ist die wichtigste und bekannteste Weinmarke der Affentaler Winzergenossenschaft Bühl eG. Der Wein kommt in der so genannten Affenflasche zum Verkauf, die durch ihre besondere Gestaltung mit kupferfarben auflackiertem Affenrelief auffällt.
Er wurde früher auch als Blauer Affentaler bezeichnet und hat nichts mit der Rebsorte Affenthaler zu tun.
Ebenso werden Weine der Baden-Badener Winzergenossenschaft als Affentaler bezeichnet und in Affenflaschen zum Verkauf angeboten.

## Geschichte
Um 1250 pflanzten Zisterzienserinnen des Klosters Lichtenthal bei Baden-Baden Spätburgunder-Reben an. In der Nähe des Weinberges stand eine von zahlreichen Pilgern besuchte Wallfahrtskapelle. In Anlehnung an das „Ave Maria“ wurde das Gebiet, in dem man das Läuten der Glocken hörte, im Volksmund „Ave Tal“ genannt. Hieraus entwickelte sich der heutige Name Affental. Heute ist der Wohnort Affental in Bühl eingemeindet.
Karl Müller berichtete in seinem 1930 im Paul Parey Verlag erschienenen Weinbau-Lexikon, dass der Wohnort Affental den in der Umgebung (zwischen Bühlertal bis Neuweier) wachsenden Weinen seinen Namen gab. Die Rotweine der Region wurden meist aus den Reben des Spätburgunders und dem Blauen Arbst gekeltert. Da aber vor der Reblauskrise kaum Interesse an einer korrekten Bestimmung von Rebsorten bestand, fanden sich in den Weinbergen keine getrennt angebauten Sorten; es herrschte der Gemischte Satz vor.
Unter dem Namen Affentaler (oder Affenthaler) wurden auch Weißweine vermarktet.
Erst mit der Gründung der Winzergenossenschaft wurde der Affentaler Wein einem breiteren Publikum bekannt und in der Folge konsequent zu einem Markennamen ausgebaut.

## Rebsorte
Affentaler wird heute aus den Rebsorten Spätburgunder (rosé und rot) und Riesling hergestellt. In früheren Jahren verwendete man hierzu traditionell die Spätburgunder-Mutation Blauer Arbst.
In der Baden-Badener Winzergenossenschaft wird ausschließlich Spätburgunder Rotwein als Affentaler bezeichnet.

## Verschiedenes
In dem Karl-Valentin-Kurzfilm Der Firmling (1934) besteht eine Pointe darin, dass der Affentaler für einen Käse (analog zu Emmentaler) gehalten wird.